# Agave felgeri
Agave felgeri ist eine Pflanzenart aus der Gattung der Agaven (Agave). Ein englischer Trivialname ist „Felger’s Mescalito Agave“.

## Beschreibung
Agave felgeri wächst sprossend. Die dichten Rosetten sind bis 80 cm breit. Die grünen bis gelbgrünen, linealischen, variabel angeordneten, rauen, mit Streifen und Abdrücken versehenen Blätter (Agave schottii besitzt glatte Blätter) sind 25 bis 35 cm lang und 0,7 bis 1,5 cm breit. Die kantigen, braunen Blattränder sind faserig. Der graue Enddorn wird 0,8 bis 1,5 cm lang.
Der ährige Blütenstand wird 0,5 bis 2,4 m hoch. Die gelben Blüten sind 25 bis 30 mm lang und erscheinen am oberen Teil bis zur Spitze des Blütenstandes an den variabel angeordneten Verzweigungen. Die Blütenröhre ist 2 bis 4 mm lang.
Die länglichen bis eiförmigen dreikammerigen Kapselfrüchte sind 15 bis 20 mm lang und 9 bis 12 mm breit. Die schwarzen, variabel geformten Samen sind 4 bis 5 mm lang und 1,5 bis 3 mm breit.
Die Blütezeit reicht von Mai bis August.

## Systematik und Verbreitung
Agave felgeri wächst in Mexiko im Bundesstaat Sonora in küstennahen Trockengebieten.
Die Erstbeschreibung durch Howard Scott Gentry ist 1972 veröffentlicht worden.
Agave felgeri, ein Vertreter der Gruppe Filiferae, gilt als selten. Wenige Kolonien sind nahe Bahia San Carlos und der näheren Umgebung angesiedelt. Aufgrund der habituellen Ähnlichkeit und der geografischen Verbreitung von Agave schottii ist die Art nach Ullrich in die Sektion Parviflorae zu stellen. Gleichwohl sind Unterschiede der Blütenstruktur und Blattstruktur erkennbar. Innerhalb der Filiferae-Gruppe wächst Agave felgeri in den trockensten Regionen.